# 르브바하프 왕국 재건설기
《르브바하프 왕국 재건설기》(Revbahaf Kingdom Rebuilding Story)는 대한민국의 만화가 김민희가 2003년부터 2004년까지 서울문화사의 만화잡지 《슈가》에 연재한 만화이자, 스튜디오 카브가 이를 원작으로 제작한 애니메이션이다.
애니메이션의 경우 2007년 5월 21일부터 2007년 11월 26일까지 MBC에서 월요일마다 방영되었으며, 이후로는 OBS, 투니버스, 카툰네트워크, 애니맥스 등에서 지속적으로 방영되고 있다. 또한 2010년 8월 16일부터 2010년 9월 28일까지 홍콩의 ATV 홈에서 《폭소왕자 도망기》(爆笑王子逃亡記)라는 제목으로 방영된 바 있다.

## 줄거리
가상의 국가인 르브바하프, 고센, 비센하르 3개국은 서로 균형을 이루며 평화롭게 공존하고 있었다. 그러나 비센하르가 이러한 균형을 깨고 르브바하프를 침략하고, 르브바하프 성은 점령당하고 만다. 피비린내 나는 살육전 속에서 간신히 탈출한 르브바하프의 막내 왕자 반과 시녀 코나, 사상가 시안은 고센 접경지대의 한 오두막집에서 은신하며 르브바하프 왕국의 재건을 위한 힘찬 발걸음을 내딛는다.

## 차이점
애니메이션의 경우 기본적으로 원작의 내용을 반영하고 있으나, 세부적인 사항에서 차이가 있다.
- 원작에서는 등장횟수가 매우 적은 유리엘이 애니메이션에서는 중심 인물로 급부상한다.
- 원작에서는 이름조차 언급되지 않았던 비센하르의 황태자가 애니메이션에서는 '빅토르'라는 이름으로 자주 등장한다.
- 원작 후반부에서 상당한 비중을 차지하는 흑인 소년 베니가 애니메이션에서는 제외되었다.
- 다소 심오한 내용을 많이 다룬 원작에 비해, 애니메이션에서는 개그의 비중이 상당히 높다.
- 결말 부분에서는 애니메이션쪽이 좀 더 구체적인 내용을 담았으며, 원작에서는 그 이후의 일부 이야기를 4컷으로 다룬다.

## 등장 인물
- 반 왕자(김장) : 나이는 17세. 르브바하프 왕국의 막내 왕자로 <반 로뎀하윈즈 차미도르 구트 릴리 루미안 르브바하프>가 본명이지만 흔히 '반 왕자'로 불리고 있다. 매사에 낙천적이고 소탈한 사고방식을 갖고 있어 매우 얼빠진 바보같지만 이따금씩 자신의 장래를 놓고 고민하는 진지한 모습도 보이고 있다.
- 시안(정혜옥) : 르브바하프 왕국의 사상가로 겉보기에는 소년이지만 실제 나이는 75세의 노인. 반 왕자에게 앞으로 나아갈 길에 대한 여러 조언을 해주면서 사상가다운 면모를 보이지만 상당한 시간동안 소년으로 지내다보니 반찬 투정을 부리는 등의 철없는 행동을 보이기도 한다. 가장 큰 문제는 원래의 노인 모습으로 돌아왔을 때도 똑같은 행동을 한다는 것(원래 모습의 담당 성우는 정재헌).
- 코나(정유미) : 14세의 가냘픈 체구를 지닌 소녀로 르브바하프 성의 시녀였다. 하지만 겉보기와는 달리 엄청난 괴력을 무기로 집안일을 척척해내는 야무진 모습을 보이며 고달픈 망명 생활 속에서 살림을 꾸려나가는 고마운 존재. 음유 시인 세르비지오의 열렬한 팬이기도 하다.
- 아론(임채헌) : 현재 반 일행이 살고 있는 오두막집의 주인으로, 이 곳으로부터 약간 떨어진 집에서 살고 있다. 말이 별로 없는 과묵한 성격이지만 상당히 상황 파악을 못해 스스로 코믹한 모습을 은연중에 보이고 있다.
- 미카(김지영) : 아론의 딸로 왕실 매니아 클럽의 열성 회원이다. 그렇다보니 여러 나라의 왕실에 대해서는 누구보다 훤히 꿰고 있지만 정작 가까이에 있는 르브바하프의 막내 왕자 반에 대해서는 전혀 눈치를 못 채고 있다. 한편으로 요리를 엄청나게 못하며, 그녀가 만든 요리를 먹은 사람은 어느 누구도 무사하지 못할 정도로 악명이 높다.
- 토티(정혜옥) : 미카의 절친한 친구로 역시 왕실 매니아 클럽의 열성 회원이다. 하지만 미카만큼 왕실에 대해 관심이 있다기보다는 주로 미남인 왕자들에 대해 관심이 높은 편으로, 반을 보는 순간 첫눈에 반했다.
- 유리엘 공주(소연) : 나이는 16세. 상업 국가인 고센의 공주답게 계산에 능하고 매우 눈치가 빠른 당돌한 소녀로 반 왕자와는 결혼을 약속한 사이. 그러나 최근 반 왕자가 비센하르의 추적을 피해 어디론가 숨어있다는 소식을 듣고 애타게 걱정하고 있는데...
- 고센 국왕(신용우) : 유리엘 공주의 아버지이자 고센의 국왕. 지위에 걸맞게 근엄한 모습을 보이지만, 딸인 유리엘과의 체스 대결 등에서 코너에 몰리자 어린 아이처럼 유치한 모습을 보이는 등, 알고보면 상당한 팔불출이다.
- 유모(정유미) : 유리엘의 일거수 일투족을 담당하고 있는 시녀로 사실상 엄마 역할을 하고 있다.
- 빅토르 황태자(정재헌) : 르브바하프 왕국을 함락시킨 장본인으로 비센하르의 막내 황태자. 매우 냉혹하고 차가운 성격의 소유자로, 유리엘에게 청혼한 것도 사실은 유리엘에게 관심이 있다기보다 고센의 부유한 재정을 탐냈기 때문이다. 특히 아직도 생존설이 돌고 있는 반 왕자를 잡기 위해 혈안이 되어 있다.
- 아라우네(김지영) : 르브바하프의 반 왕자를 잡으라는 특명을 받고 임무를 수행하고 있는 추격대의 대장으로, 미모의 아가씨이다. 빅토르 황태자를 마음 속으로 사모하고 있는듯하며 이 때문에 반 왕자를 잡는데 상당한 공을 들이지만 쉽지 않은 듯.
- 존 장군(임채헌) : 르브바하프 왕국의 재건을 위해 애쓰고 있는 장군으로 나이는 70대 정도이다. 오랫동안 자신과 함께 해온 구관조 크랙타와 함께 반 왕자 일행이 묵고 있는 오두막으로 찾아왔다. 표정 변화가 전혀 없고 말수도 적은 과묵한 성격으로, 특히 미카의 요리를 먹고도 인상을 전혀 찌푸리지 않아 미카가 굉장히 흡족해 한다. 백전노장답게 반 왕자에게 인생에 대한 조언을 이따금씩 하는데 이 과정에서 시안이 선수를 뺏기고 당황해하는 경우도 있다.

## 제작진
오프닝 스태프
- 기획: 이병덕
- 원작자: 김민희
- 감독: 유재운
- 미술감독: 한문중
- 촬영감독: 김문기
- 음향감독: 고광현
- 오프닝 테마: 준비됐어
- 작사·작곡: Dr.G
- 노래: SLAM
- 프로듀서: 안성은·정승원
- 제작지휘: 김신화
- 제작: 스튜디오 카브

엔딩 스태프
- 원작: 르브바하프 왕국 재건설기
- 원작자: 김민희
- 출판사: 서울문화사
- 감독: 유재운
- 조감독: 이석인
- 시나리오: 황석연·최가희
- 콘티: 최지원
- 캐릭터디자인: 유재운·이석인
- 미술감독: 한문중
- 원화: 유재운·이석인·박성은·김제형
- 동화: 신금섭·황수진·이은실·유수옥
- 배경: 나무 프로덕션
- 색지정: 조연주·유보라
- 디지탈채색: 몬스터 프로덕션·김진경·임호영·김진영
- 촬영감독: 김문기·권오준
- 디지탈촬영: 팀 카인·함선기·조남기·정복현·이태훈·이지현·김용원
- 플래시애니메이션: 최가희
- 출력편집: 서울애니메이션센터·전대현·함종민·서울산업통상진흥원·황인수
- 마스터링·오프닝엔딩: 디지컴코리아·반승준
- C.G: 박희경
- 음향감독: KBS 고광현
- 음향믹싱: KBS 이재홍
- 음향녹음: KBS 박영희
- 녹음연출: 조정란
- 음악: 이종교·최영진
- 오프닝테마: 준비됐어
- 작사·작곡: Dr.G
- 노래: SLAM
- 엔딩 테마: Good Bye (영원한 건 아냐)
- 작사·작곡: Dr.G
- 노래: SLAM
- 온라인홍보: 안숙원
- 프로듀서: 안성은·정승원·이병덕(MBC)
- 제작지휘: 김신화
- 기획: MBC
- 제작: (주)스튜디오 카브

엔딩 스태프 (투니버스판)
- 책임프로듀서: 이병덕
- 제작지휘: 김신화
- 프로듀서: 안성은·정승원
- 원작: 르브바하프 왕국 재건설기
- 원작자: 김민희
- 출판사: 서울문화사
- 시나리오: 황석연·최가희
- 콘티: 최지원
- 캐릭터디자인: 유재운·이석인
- 미술감독: 한문중
- 원화: 유재운·이석인·박성은·김제형
- 동화: 신금섭·황수진·이은실·유수옥
- 배경: 나무 프로덕션
- 색지정: 조연주·유보라
- 디지탈채색: 몬스터 프로덕션·김진경·임호영·김진영
- 촬영감독: 김문기·권오준
- 디지탈촬영: 팀 카인·함선기·조남기·정복현·이태훈·이지현·김용원
- 플래시애니메이션: 최가희
- 출력편집: 서울애니메이션센터·전대현·함종민·서울산업통상진흥원·황인수
- 마스터링·오프닝엔딩: 디지컴코리아·반승준
- C.G: 박희경
- 음향감독: 고광현
- 음향믹싱: 이재홍
- 음향녹음: 박영희
- 녹음연출: 조정란
- 음악: 이종교·최영진
- 오프닝테마: 준비됐어
- 작사·작곡: Dr.G
- 노래: SLAM
- 엔딩 테마: Good Bye (영원한 건 아냐)
- 작사·작곡: Dr.G
- 노래: SLAM
- 온라인홍보: 안숙원
- 조감독: 이석인
- 감독: 유재운
- 기획: Tooniverse
- 제작: (주)스튜디오 카브

## 방송 회차
- 방송일은 MBC에서 최초로 방영된 날짜이다.

### 2007년
| 회차 | 방송일    | 부제     |
| ---- | --------- | -------- |
| 1    | 5월 21일  | 절체절명 |
| 2    | 5월 28일  | 기고만장 |
| 3    | 6월 4일   | 동상이몽 |
| 4    | 6월 11일  | 백의종군 |
| 5    | 6월 18일  | 기절초풍 |
| 6    | 6월 25일  | 불가사의 |
| 7    | 7월 2일   | 중구난방 |
| 8    | 7월 9일   | 화기애애 |
| 9    | 7월 16일  | 낭중지추 |
| 10   | 7월 13일  | 애지중지 |
| 11   | 7월 30일  | 송구영신 |
| 12   | 8월 6일   | 지성감천 |
| 13   | 8월 13일  | 측은지심 |
| 14   | 8월 27일  | 폭풍전야 |
| 15   | 9월 3일   | 연모지정 |
| 16   | 9월 10일  | 안분지족 |
| 17   | 9월 17일  | 파란만장 |
| 18   | 10월 1일  | 전화위복 |
| 19   | 10월 8일  | 천생연분 |
| 20   | 10월 15일 | 호연지기 |
| 21   | 10월 22일 | 혈혈단신 |
| 22   | 10월 29일 | 대기만성 |
| 23   | 11월 5일  | 위기일발 |
| 24   | 11월 12일 | 선전포고 |
| 25   | 11월 19일 | 점입가경 |
| 26   | 11월 26일 | 고진감래 |